# Ezequiel Casco
Ezequiel Casco (* 4. März 1993 in Tigre) ist ein argentinischer Rollstuhltennisspieler.

## Karriere
Ezequiel Casco kam durch eine Frühgeburt im sechsten Monat der Schwangerschaft zur Welt, er wog nur 500 Gramm. Das hatte erhebliche körperliche Entwicklungsschwierigkeiten zur Folge und er war von Kindheit an auf den Rollstuhl angewiesen. Im Alter von zehn Jahren entdeckte ihn der Tennistrainer Fernando San Martín beim Spielen in einem Einkaufszentrum und brachte ihn zum Rollstuhltennis. Im April 2011 erreichte er mit Platz drei seine höchste Position in der Juniorenweltrangliste. Er konnte auf der ITF-Tour zahlreiche Turniere niedrigerer Kategorie im Einzel und besonders im Doppel gewinnen.
Zwischen 2007 und 2022 trat er regelmäßig beim World Team Cup für Argentinien an, erst bei den Junioren und ab 2012 bei den Herren.
Bei den Parapanamerikanischen Spielen gewann er an der Seite von Gustavo Fernández sowohl 2015 in Toronto als auch 2023 in Santiago die Goldmedaille im Doppel.
Ezequiel Casco nahm dreimal an Paralympischen Spielen teil. 2016 in Rio traf er in der ersten Runde auf Jon Rydberg, dabei konnte er seine Satzführung nicht nutzen – der US-Amerikaner gewann das Spiel im Tie-Break des dritten Satzes. Bei den Spielen 2021 in Tokio ließ er seinem Erstrundengegner, dem Australier Martyn Dunn, keine Chance und kam ohne Spielverlust in die zweite Runde. Dort traf er auf Takuya Miki, der die Partie in zwei Sätzen für sich entschied. 2024 begegnete er in Paris zu Beginn Anderson Parker, gegen den er sich in zwei engen Sätzen behaupten konnte. Der an drei gesetze Martín de la Puente erwies sich in der nächsten Runde jedoch als eine Nummer zu groß. Im Doppel erreichte er mit Gustavo Fernández das Achtelfinale, die Argentinier unterlagen dort Ruben Spaargaren und Maarten ter Hofte.